# Wikitext

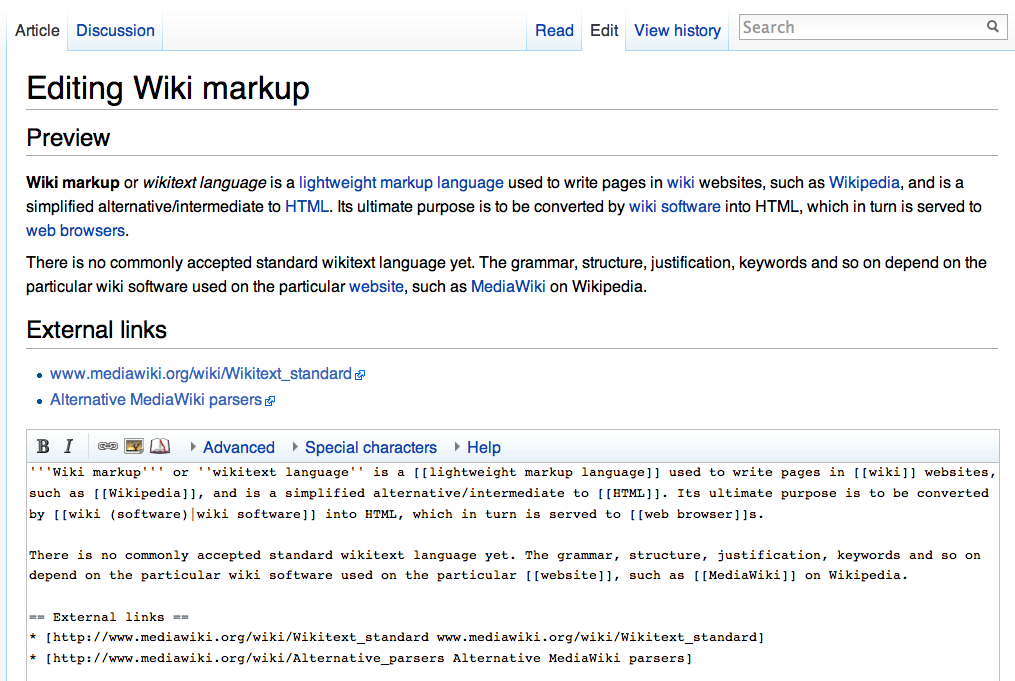
Editace wikitextu v anglické Wikipedii pomocí webového prohlížeče

Wikitext je označení pro odlehčené značkovací jazyky, ve kterých jsou psány stránky systémů typu wiki, tedy například Wikipedie používající software MediaWiki. Jejich společným smyslem je nabídnout možnost přehledně a snadno editovat zdrojový text, který je pak softwarem převáděn do souběžně existující HTML podoby určené pro čtenáře. Obvyklá je v tomto případě tvorba stylem WYSIWYM, ovšem některý software nabízí i editaci v režimu WYSIWYG, například MediaWiki pomocí svého Vizuálního editoru.
Syntaxe wikitextů není ustálená, pro různé systémy existují různá nářečí, ovšem řada věcí je podobná či společná. Například pro zápis hyperlinků, ať už vnitřních nebo URL do Internetu, se vžilo používání hranatých závorek (přesný zápis se ovšem liší). Pokusem sjednotit odlehčené značkovací jazyky pro snadný přenos obsahu mezi různými wikisystémy je jazyk Creole.